# Hypoestes phyllostachya
Hypoestes phyllostachya är en akantusväxtart som beskrevs av John Gilbert Baker. Hypoestes phyllostachya ingår i släktet Hypoestes och familjen akantusväxter. Inga underarter finns listade i Catalogue of Life.

## Bildgalleri

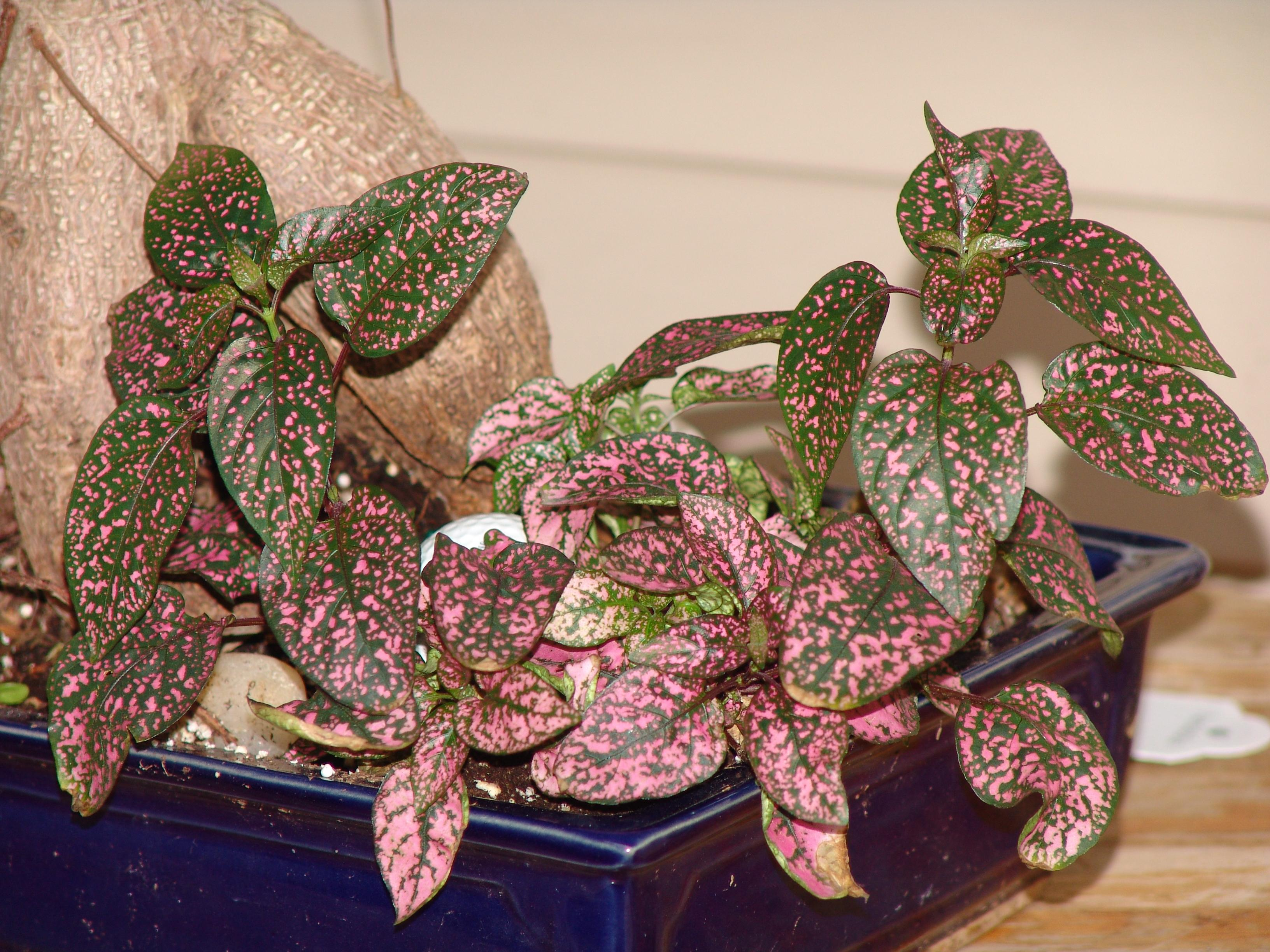
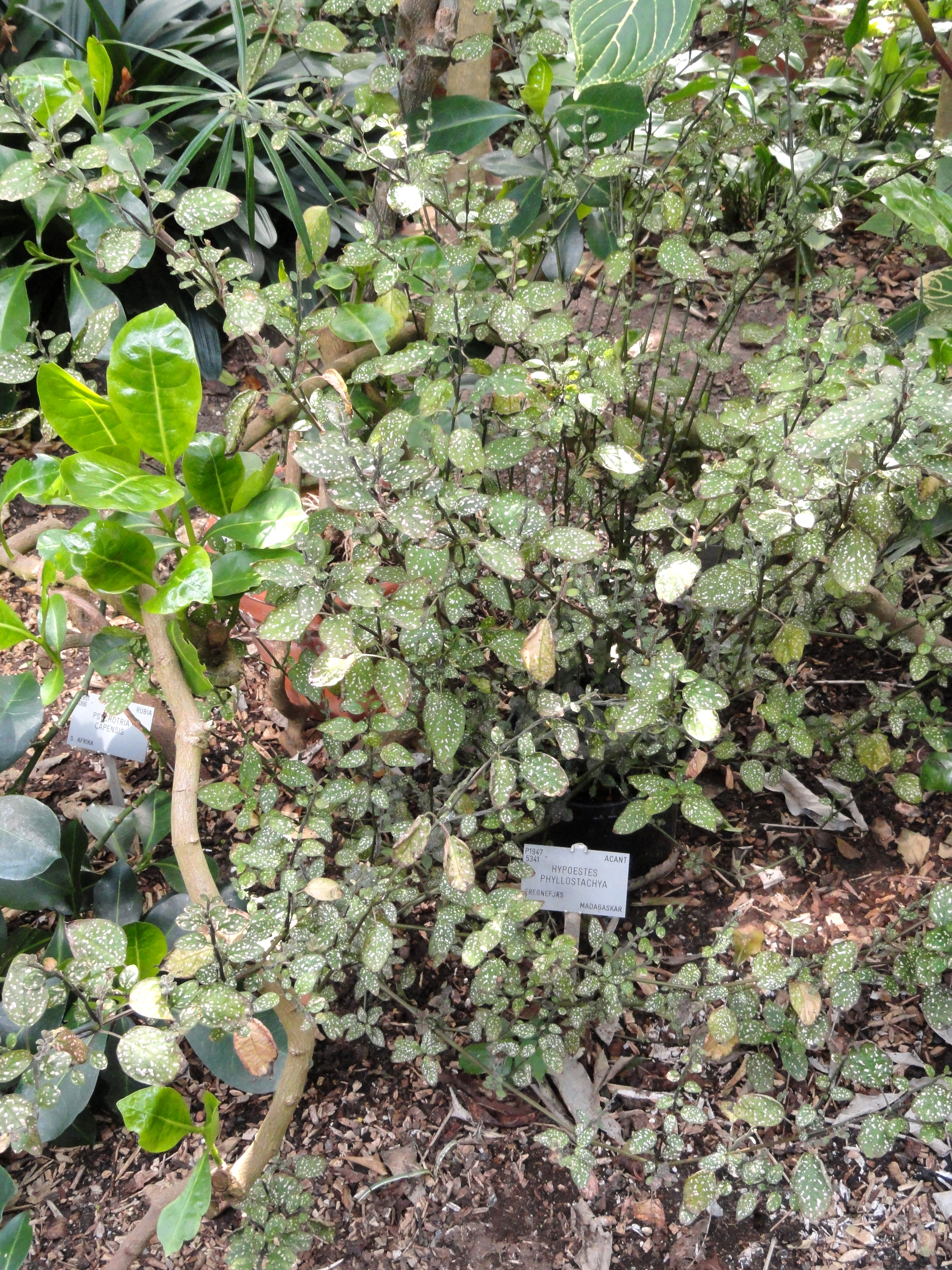
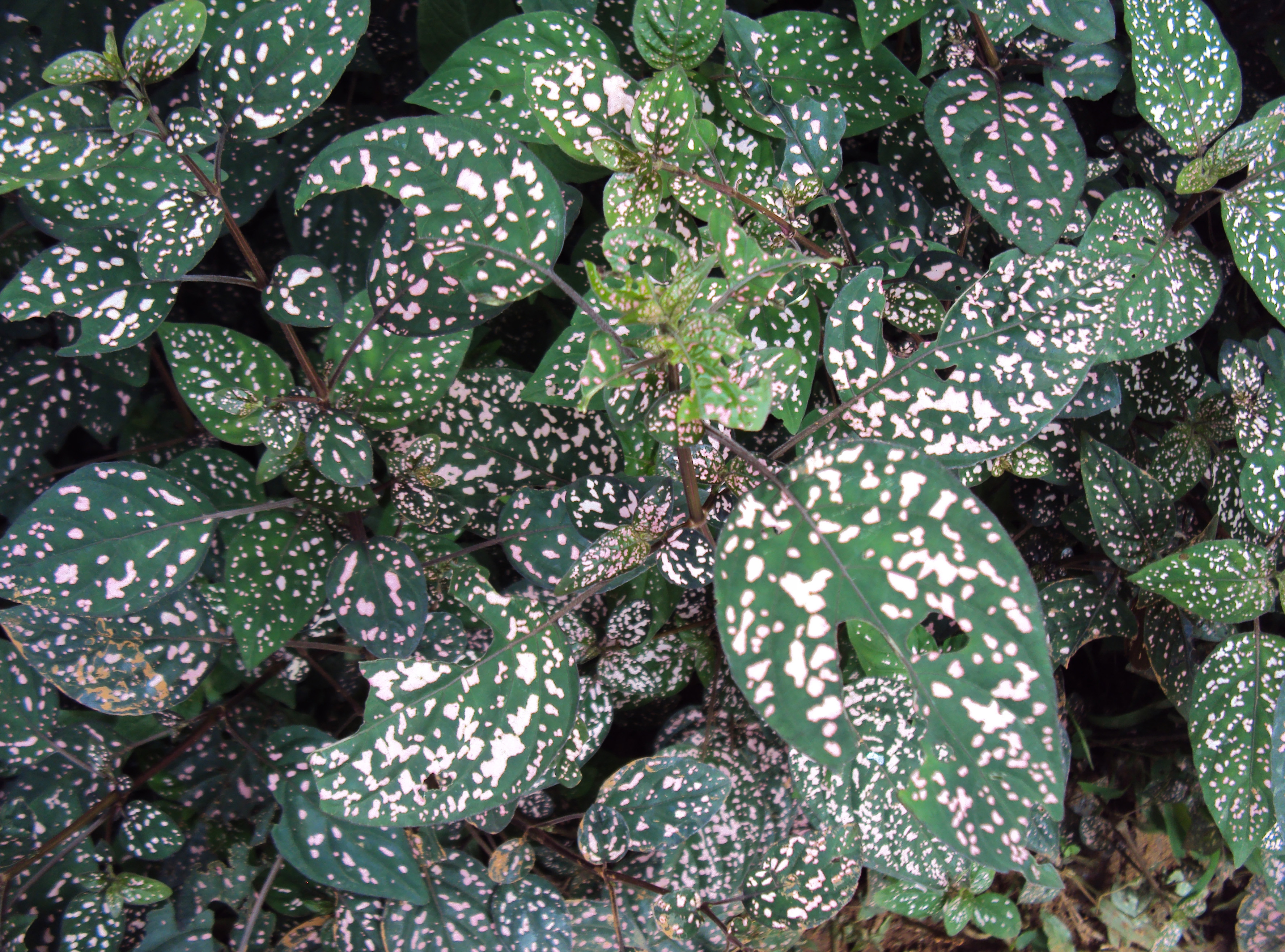
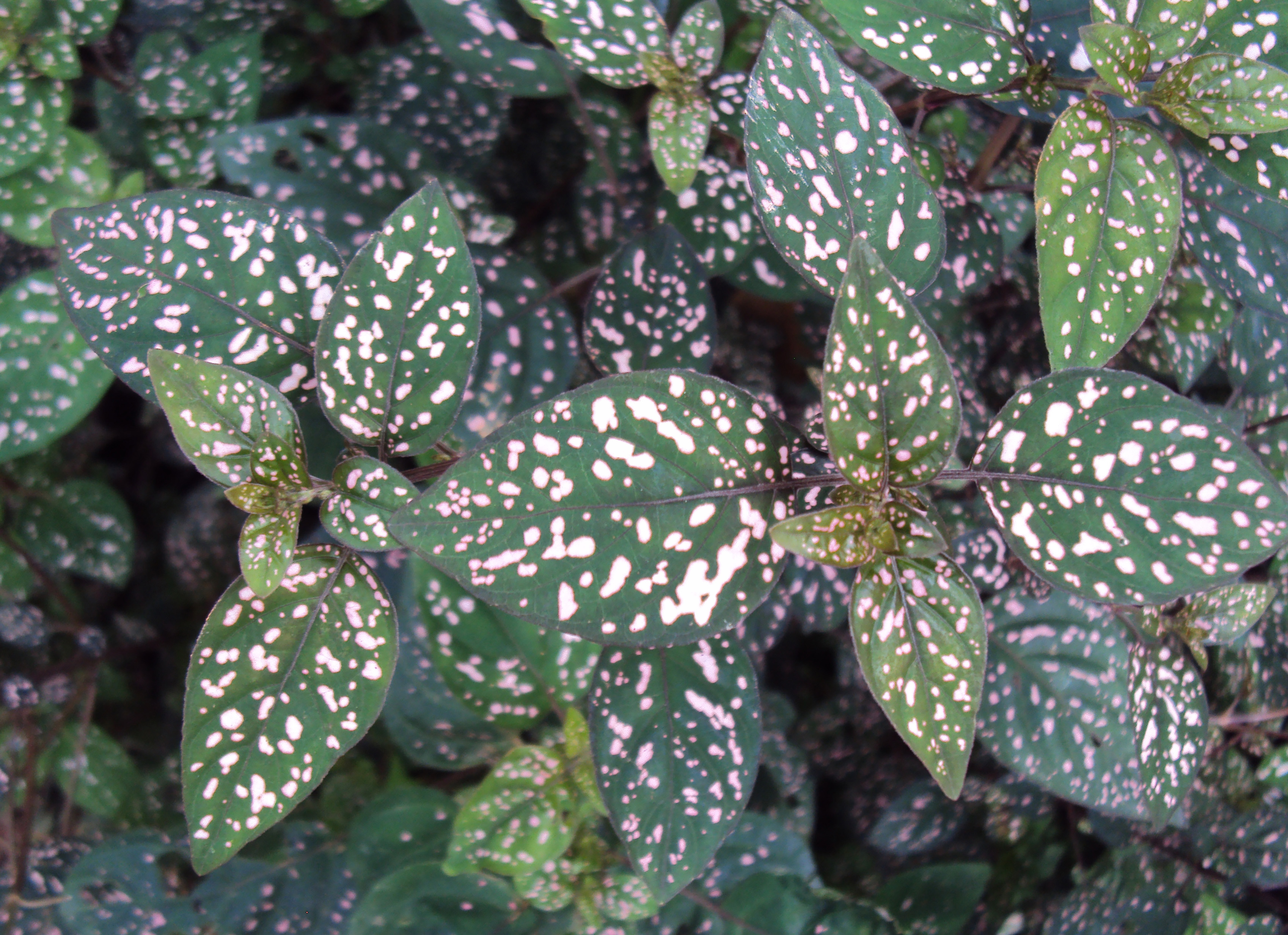
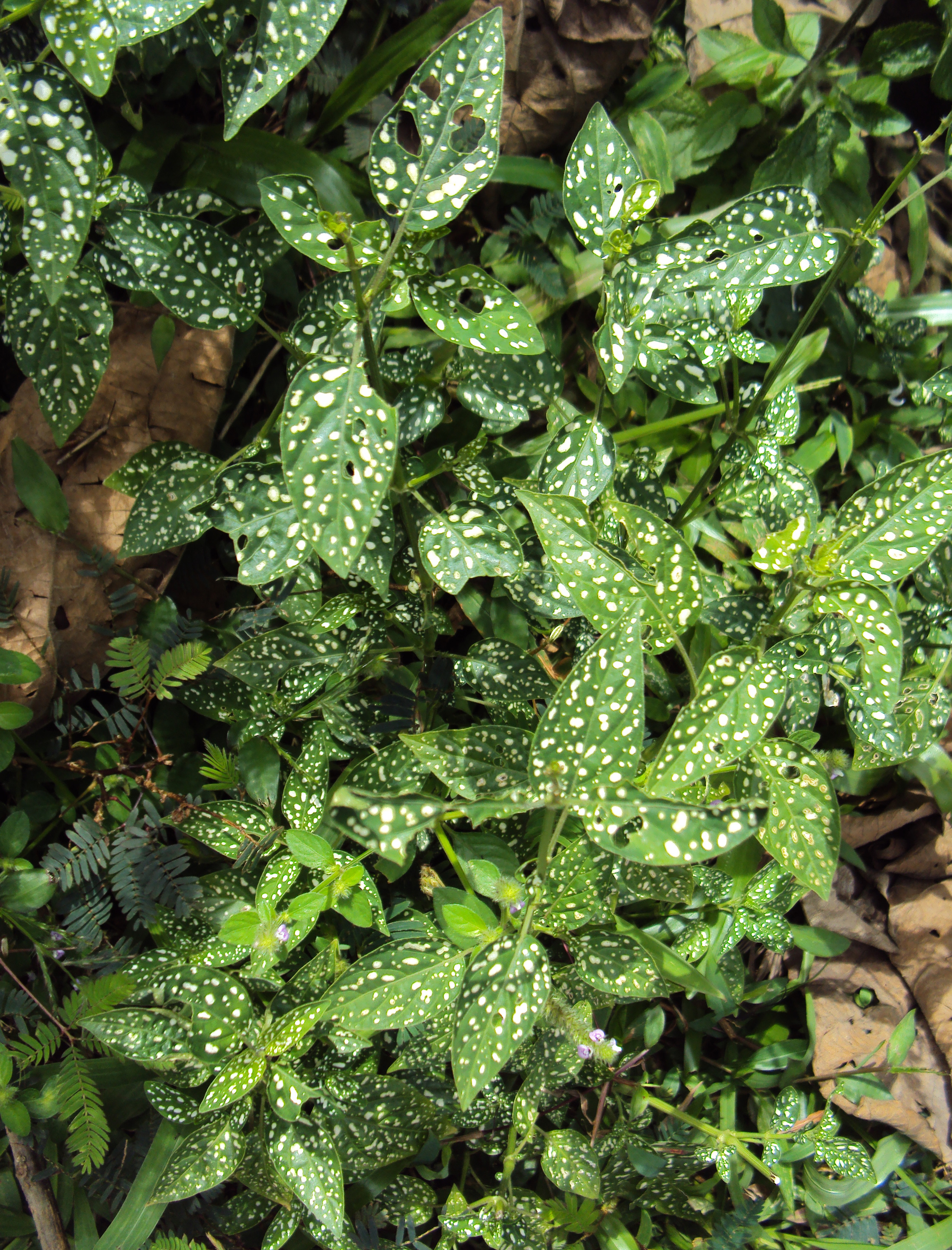
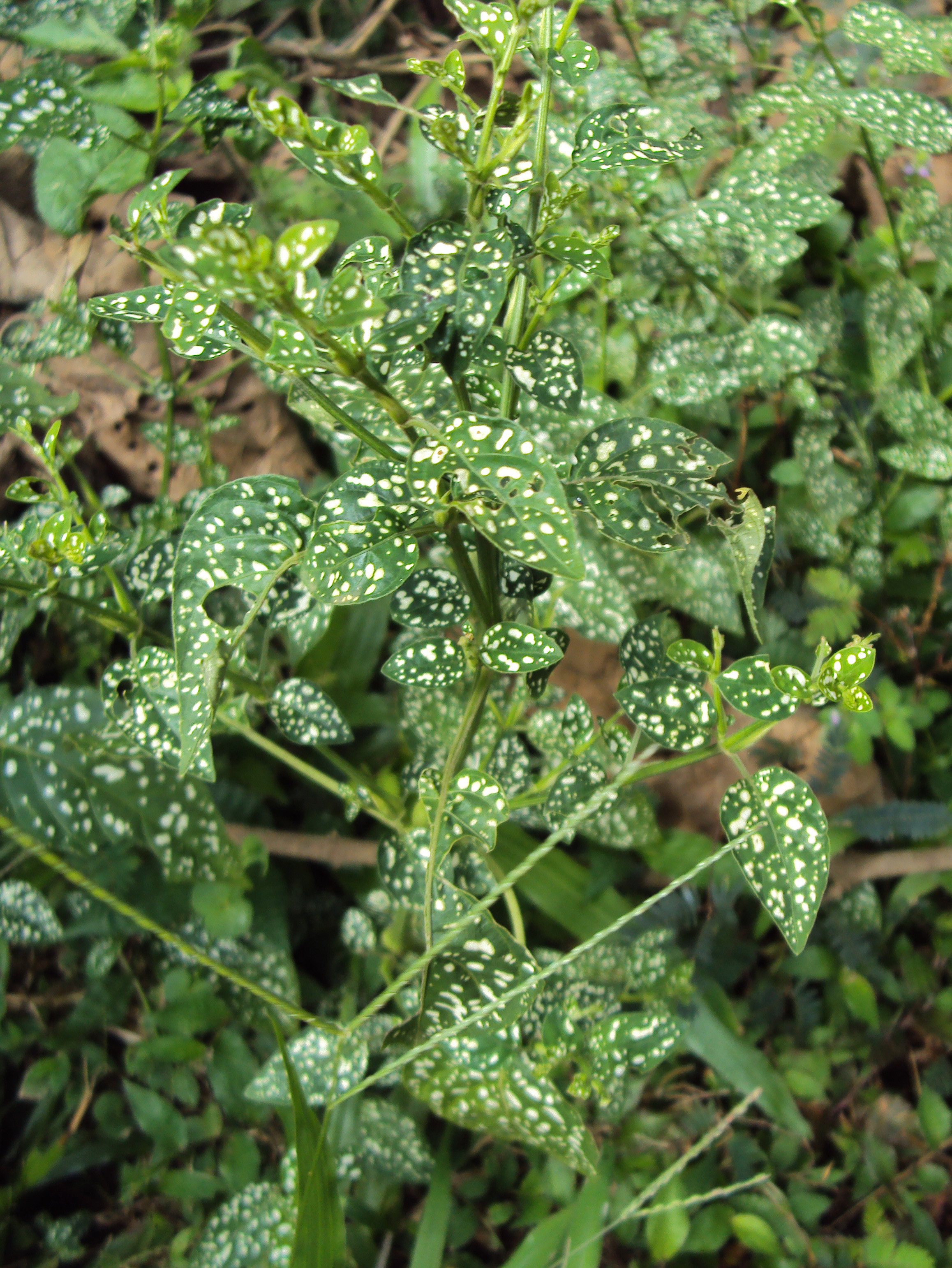